# Comédie-Française

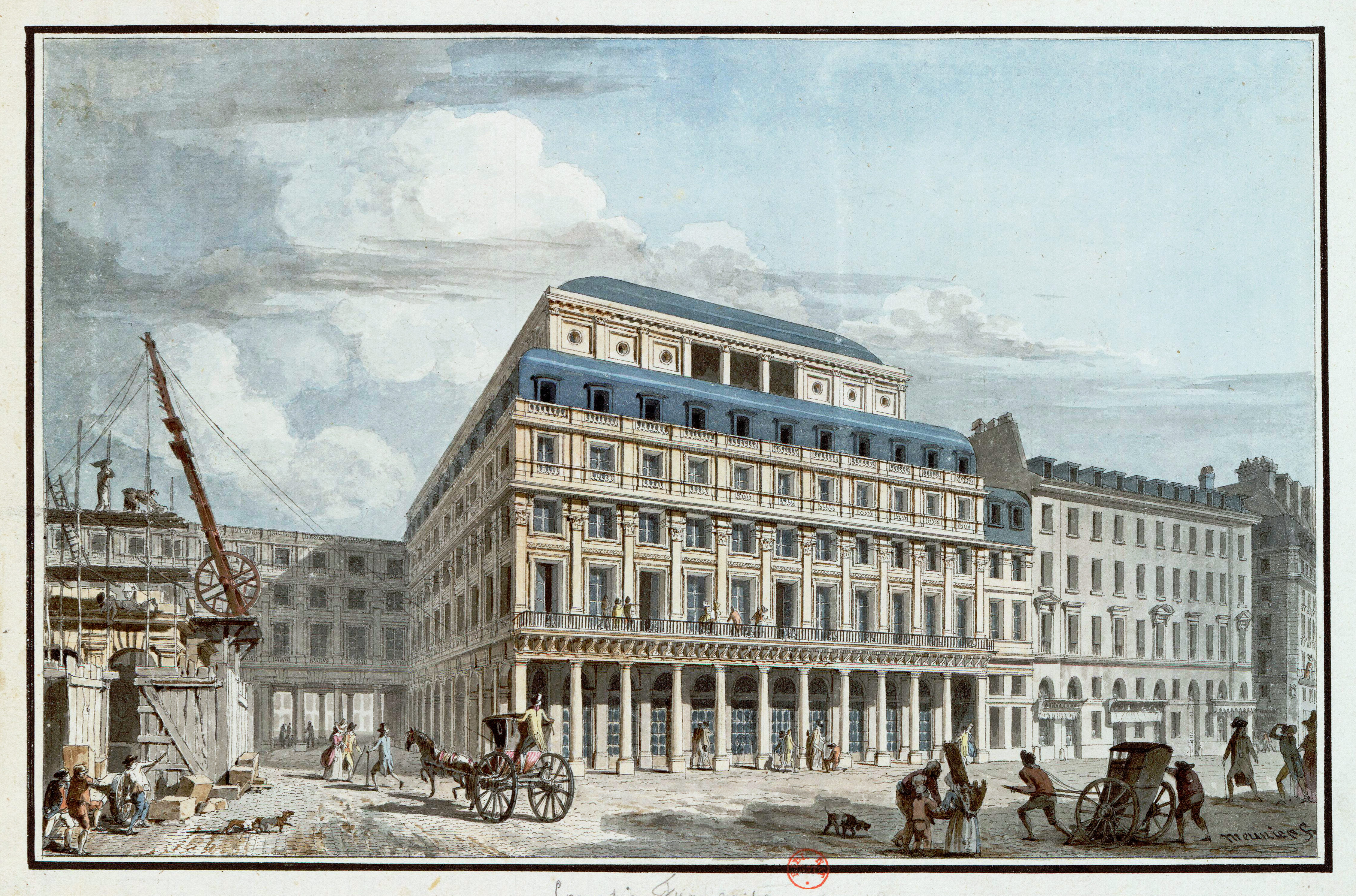
Comédie-Française w XVIII wieku

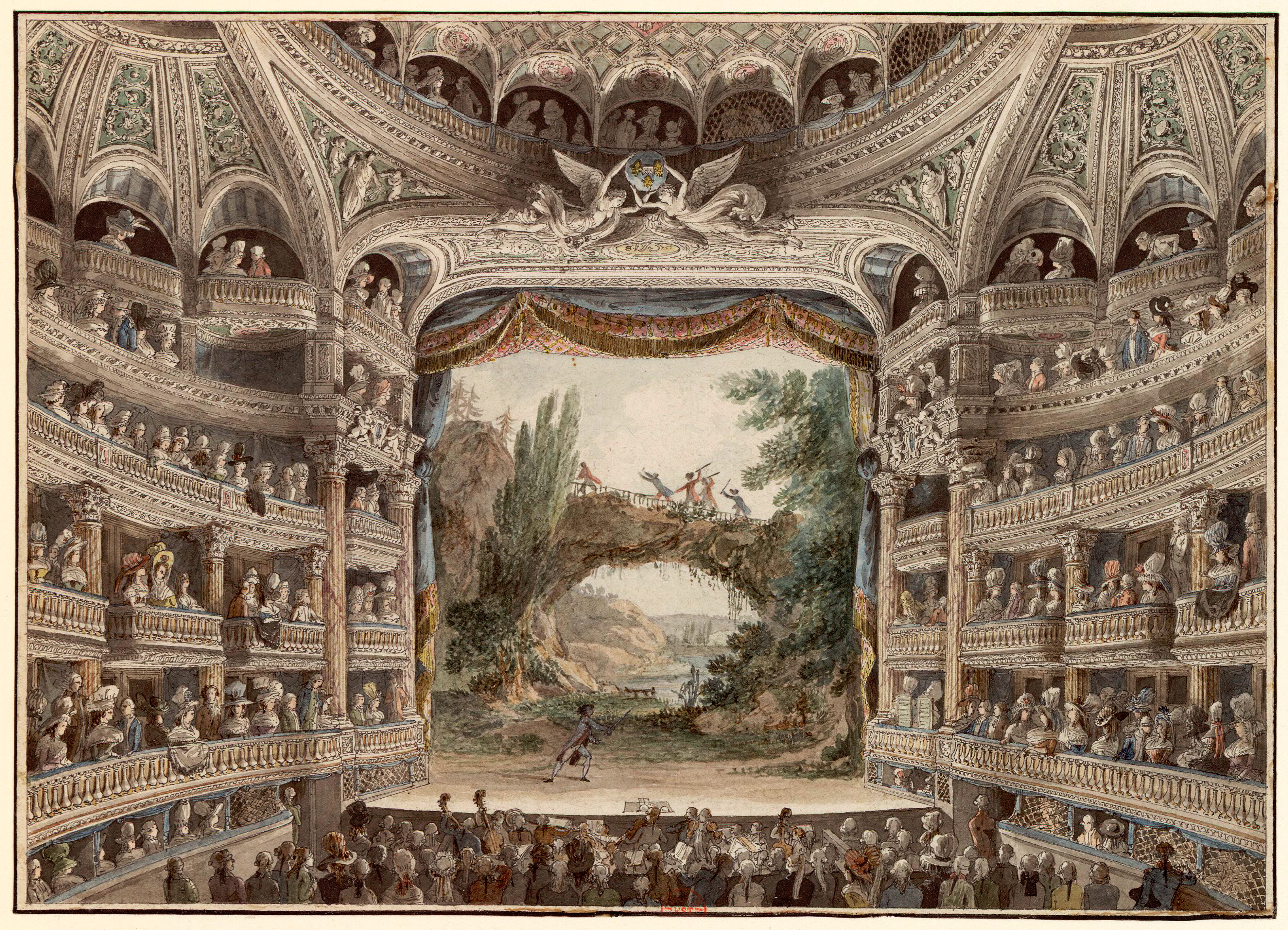
Wnętrze Comédie-Française w XVIII wieku

Comédie-Française (Komedia Francuska) albo Théâtre-Français (Teatr Francuski) – francuski teatr narodowy znajdujący się w Paryżu. Istnieje od 1680 roku, choć hołduje jeszcze starszym tradycjom molierowskim.
Wystawia w sposób tradycyjny, nieraz wręcz konserwatywny francuską klasykę. Stylem gry aktorskiej i inscenizacji unaocznia źródła francuskiego teatru, który, choć bardzo różnorodny, wciąż skupia się na słowie, ruchu i plastyce, tj. tak zwanym „pokazywaniu” (w przeciwieństwie do rosyjskiego „przeżywania”).
Jest niezwykle demokratyczną organizacją. Zespół dzieli się na trzy grupy aktorów. Są to: „pensionaires” – „gościnni”, którzy w przeciwieństwie do polskiego znaczenia są zatrudnieni na etacie; „sociétaires” – „stowarzyszeni”, tj. aktorzy, którzy mianowani są dożywotnio Komediantami Francuskimi pracujący jednocześnie na etacie – wystawiają swoich reprezentantów do rady współadministrującej teatrem wraz z dyrektorem, którego wybierają; „sociétaires honoraires”, czyli „honorowi stowarzyszeni” – emeryci, lub dawni „sociétaires”, którzy nie mają trwałego etatu w Komedii Francuskiej, a tylko czasami gościnnie (w polskim znaczeniu) występują na deskach sceny narodowej.

## Siedziby Comédie-Française
- 1680–1687: Hôtel de Guénégaud
- 1687–1770: Salle des Fossés-Saint-Germain: w czerwcu 1687 roku aktorów wypędzono z l’hôtel de Guénégaud, pod zarzutem podminowywania królewskiego projektu Collège des Quatre-Nations, przenieśli się więc na rue des Fossés-Saint-Germain-des-Prés (obecnie n° 14 de la (rue de l’Ancienne-Comédie)).
- 1770–1782: Salle des Machines w Palais des Tuileries.
- 1782–1793: Théâtre de l’Odéon: w roku 1782 zespół teatru przeniósł się do Odeonu, skąd został wypędzony w czasie rewolucji.
- Od 1799 do naszych czasów: Théâtre des Variétés-Amusantes – Salle Richelieu w Palais-Royal.